# Длиннорылый нетопырь
Длиннорылый нетопырь (лат. Ogcocephalus vespertilio) — вид лучепёрых рыб из семейства нетопырёвых.

## Внешний вид и строение
Максимальная длина тела 30,5 см. Имеют очень длинный рострум. Органы боковой линии состоят из трёх линий на каждом боку.

## Распространение и места обитания
Обитает на западе Атлантического океана от Антильских островов до Бразилии. Морская придонная рыба, обитающая на коралловых рифах.

## Использование человеком
Продаются в качестве аквариумных рыб в бразильском штате Сеара.